# Flacourtia
Genre
Flacourtia est un genre de plantes à fleurs qui fut auparavant classé dans la famille des Flacourtiaceae, et désormais dans la famille des Salicaceae.  

## Liste d'espèces
Selon ITIS (7 déc. 2012) :
- Flacourtia indica (Burm. f.) Merr.
- Flacourtia inermis Roxb.
- Flacourtia jangomas (Lour.) Raeusch.
- Flacourtia rukam Zoll. & Moritzi

Selon NCBI (7 déc. 2012) :
- Flacourtia indica
- Flacourtia jangomas
- Flacourtia montana
- Flacourtia rukam